# Cadència
|  | Aquest article tracta sobre terme musical. Vegeu-ne altres significats a «Fotograma per segon». |

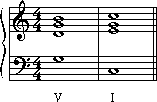
Cadència autèntica.

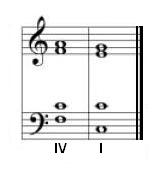
La successió d'un acord de subdominant i de tònica s'anomena cadència plagal.

En música, distintes situacions reben el mot de cadència. Una cadència, harmònicament, és un punt de repòs que o bé conclou una frase musical (cadència conclusiva), o bé té un punt de tensió que li dona un caràcter suspensiu (cadència suspensiva). També s'anomena cadència (de l'italià, cadenza) el passatge virtuosístic interpretat pels solistes durant la interpretació d'un concert, la qual pot ser improvisada o no.

## Harmonia
Hi ha diverses cadències ja estandarditzades a l'harmonia tradicional, les quals reben el seu nom en funció de la successió d'acords que hi hagi. Les cadències bàsiques que es poden trobar són:
- Cadència autèntica: Cadència en què la funció de tònica és precedida per la funció de dominant (V o VII grau) que, alhora, sovint és precedida per la de subdominant.

- Cadència autèntica perfecta: Una cadència autèntica es considera cadència perfecta quan l'acord del I grau és en un temps fort, es troba en estat fonamental, i hi ha la tònica a la veu superior. Té un caràcter conclusiu.
- Cadència autèntica imperfecta: Una cadència autèntica es considera imperfecta quan trobem acords invertits i/o la veu superior no finalitza amb la tònica. Pot tenir un caràcter conclusiu o suspensiu.

- Cadència plagal: Cadència en què la funció de tònica és precedida per la funció de subdominant (II o IV grau, bàsicament). Té un caràcter resolutiu.

- Semicadència: Tipus de cadència en què es reposa sobre la funció de dominant. Aquesta sol estar succeïda per una funció de subdominant, tònica o d'una dominant secundària. Té un caràcter suspensiu.

- Cadència trencada: Cadència en què es trenca l'expectativa de la resolució de la funció de dominant. En comptes de ser succeïda per la funció de tònica, es reposa, normalment sobre el sisè grau (o sisè rebaixat, o altres variants). Té un fort sentit de suspensió del discurs harmònic.

- Cadència picarda: Cadència en què hi ha un canvi de mode (de menor a major) a l'últim acord. En si mateixa no és un tipus de cadència, ja que no es caracteritza per la successió de dues funcions tonals, sinó que es troba en la plagal o bé en l'autèntica.

## Cadència de concert
És costum, als concerts per a solista i orquestra, que el primer faci un solo en el qual demostri el seu virtuosisme. Segons el període musical, el compositor o l'intèrpret aquest solo pot ser improvisat durant el concert o prèviament escrit; també pot ser una part de l'obra exclusiva del solista, o pot tenir acompanyament de l'orquestra.